# Île du Bic
L'île du Bic est une île du fleuve Saint-Laurent située à l'ouest de Rimouski. Elle a une superficie de 14 km2.

## Géographie
Cette île du Saint-Laurent est située face à l'ancienne municipalité du Bic et à 4,1 km de la rive sud du Saint-Laurent. Elle se trouve sur le territoire de la ville de Rimouski dans la MRC de Rimouski-Neigette au Bas-Saint-Laurent.

## Histoire
Après la Conquête, le gouverneur James Murray fait construire une station de pilotage sur l'île dans le but de réglementer la navigation sur le fleuve. Les pilotes y construisent plusieurs maisons. En 1905, elle a été remplacée par la station de pilotage de Pointe-au-Père, située à 40 km en aval.